# Il segreto del Sahara (film)
Il segreto del Sahara (The Steel Lady) è un film del 1953 diretto da Ewald André Dupont.

## Trama
Dopo un incidente aereo, quattro americani sono bloccati nel deserto del Nord Africa. Scoprono un carro armato tedesco sepolto risalente alla seconda guerra mondiale e tentano di attraversare il deserto con esso. Ma vengono attaccati dai beduini, che vogliono recuperare i gioielli rubati dal precedente equipaggio del carro armato.